# Piperevo, Kiustendil
Piperevo (în bulgară Пиперево) este un sat în comuna Dupnița, regiunea Kiustendil,  Bulgaria. 

## Demografie
Componența etnică a satului Piperevo
     Bulgari (91,89%)
     Nicio identificare (8,1%)
     Altele (0%)
La recensământul din 2011, populația satului Piperevo era de 185 locuitori. Din punct de vedere etnic, majoritatea locuitorilor (91,89%) erau bulgari. Pentru 8,1% din locuitori nu este cunoscută apartenența etnică.